# Mordellistena mihoki
Mordellistena mihoki es una especie de coleóptero de la familia Mordellidae.

## Distribución geográfica
Habita en la llanura de Panonia.